# 28 germinal
28 ventôse 28 floréal
L'octidi 28 germinal, officiellement dénommé jour de la pensée, est le 208e jour de l'année du calendrier républicain.
C'était généralement le 17e jour du mois d'avril dans le calendrier grégorien.

## Événements
- 28 germinal an VII (17 avril 1799) : nouvelle levée de conscrits en réponse à la nécessité d'augmenter les effectifs de l'armée française face à la deuxième coalition. Cette levée visait à atteindre un contingent de 200 000 hommes, en appelant principalement les conscrits de première classe, mais aussi, si nécessaire, ceux de deuxième et troisième classes[1].